# Centro de Experimentación y Lanzamiento de Proyectiles Autopropulsados
Das Centro de Experimentación y Lanzamiento de Proyectiles Autopropulsados (CELPA) war ein Raketenstartplatz bei Chamical in der Provinz La Rioja in Argentinien bei 30°08' südliche Breite und 66°20' westliche Länge. CELPA war von 1962 bis 1973 in Betrieb und diente hauptsächlich zum Start von Höhenforschungsraketen der Typen Centaure, Judi Dart, Orion, Rigel und Boosted Dart.